# 3e étape du Tour d'Italie 2019
Pour un article plus général, voir Tour d'Italie 2019.
La 3e étape du Tour d'Italie 2019 se déroule le lundi 13 mai 2019, entre Vinci et Orbetello, sur une distance de 220 km.

## Parcours
La troisième étape du Giro est assez longue (220 km entre Vinci, ville natale de Léonard de Vinci et Orbetello) et elle devrait se terminer par un sprint malgré une première partie d’étape assez vallonnée où le peloton traverse les collines de Sienne puis la plaine de Grosseto avant de revenir sur le plat.

## Déroulement de la course
La troisième étape de ce Tour d'Italie est lancée à 12 h 16 avec un peloton composé de 175 coureurs. Dès le km 0, le Japonais Sho Hatsuyama attaque et prend rapidement plus de 2 minutes d'avance sur les autres coureurs. En ce début de course, un vent de plus de 40 km/h accompagne les coureurs, il souffle depuis le nord-est et le parcours est essentiellement en direction du sud. Après 30 km, le coureur japonais reprend encore du temps et possède 3 minutes sur le peloton qui ne se décide pas à revenir. L'avance de Hatsuyama dépasse les 4 minutes mais redescend rapidement sous les 3 minutes et le sprint intermédiaire à Poggibonsi est logiquement remporté par le Japonais alors qu'Arnaud Démare remporte le sprint du peloton. À 150 km de l'arrivée, l'écart entre l'homme de tête et le peloton est de 5 minutes 39. Derrière, c'est Thomas De Gendt qui fait le tempo pour son sprinteur Caleb Ewan, l'écart est stabilisé autour de 7 minutes alors que l'homme de tête entre dans les 130 derniers kilomètres.
À 80 km de l'arrivée, les Trek-Segafredo étirent le peloton et l'écart avec l'homme de tête tombe à 1 minute 30. Quelques kilomètres plus tard, Sho Hatsuyama est repris après 145 kilomètres d'échappée en solitaire, les Groupama-FDJ, les Lotto-Soudal et les Movistar sont à l'avant du peloton. Au sommet du Poggio L'Apparita, Giulio Ciccone passe en tête et conforte son maillot bleu de meilleur grimpeur avec 24 points. La tension monte dans les trente derniers kilomètres où les principaux sprinteurs se replacent et la vitesse moyenne atteint 40,1 km/h après 5 heures de course. À 8 km de l'arrivée, Richard Carapaz est victime d'un incident mécanique et repart avec le vélo d'un coéquipier puis quelques kilomètres plus tard, une chute coupe le peloton en deux, Enrico Battaglin semble touché comme des coureurs d'Ineos et de Deceuninck-Quick Step. C'est Bob Jungels qui amène un peloton d'une soixantaine de coureurs sous la flamme rouge alors que son sprinteur Elia Viviani est aux côtés de Fabio Sabatini en milieu de peloton. et le vainqueur de la veille, Pascal Ackermann lance le sprint mais se fait déborder par Elia Viviani qui s'impose. Mais après avoir étudié les images, le jury des commissaires décide de déclasser et d'enlever 50 points au classement par points à Viviani pour avoir gêné Matteo Moschetti (Trek-Segafredo). C'est donc Fernando Gaviria qui remporte l'étape devant Arnaud Démare et Pascal Ackermann. Au classement général, Tao Geoghegan Hart perd plus d'une minute sur Primož Roglič qui conserve son maillot rose.

## Résultats

### Classement de l'étape
| \| Classement de l'étape \| Classement de l'étape \| Classement de l'étape \| Classement de l'étape \| Classement de l'étape \| \| Coureur \| Coureur \| Pays \| Équipe \| Temps \| \| --------------------- \| --------------------- \| --------------------- \| --------------------------- \| --------------------- \| \| 1er \| Fernando Gaviria \| Colombie \| UAE Team Emirates \| 5 h 23 min 19 s \| \| 2e \| Arnaud Démare \| France \| Groupama-FDJ \| + 0 s \| \| 3e \| Pascal Ackermann \| Allemagne \| Bora-Hansgrohe \| + 0 s \| \| 4e \| Matteo Moschetti \| Italie \| Trek-Segafredo \| + 0 s \| \| 5e \| Giacomo Nizzolo \| Italie \| Dimension Data \| + 0 s \| \| 6e \| Jakub Mareczko \| Italie \| CCC Team \| + 0 s \| \| 7e \| Davide Cimolai \| Italie \| Israel Cycling Academy \| + 0 s \| \| 8e \| Manuel Belletti \| Italie \| Androni Giocattoli-Sidermec \| + 0 s \| \| 9e \| Christian Knees \| Allemagne \| Team Ineos \| + 0 s \| \| 10e \| Sacha Modolo \| Italie \| EF Education First \| + 0 s \| |                  |           |                             |                 |
| |                  |           |                             |                 |
| Source : ProCyclingStats |                  |           |                             |                 |
| Classement de l'étape |                  |           |                             |                 |
| Coureur | Coureur          | Pays      | Équipe                      | Temps           |
| 1er | Fernando Gaviria | Colombie  | UAE Team Emirates           | 5 h 23 min 19 s |
| 2e | Arnaud Démare    | France    | Groupama-FDJ                | + 0 s           |
| 3e | Pascal Ackermann | Allemagne | Bora-Hansgrohe              | + 0 s           |
| 4e | Matteo Moschetti | Italie    | Trek-Segafredo              | + 0 s           |
| 5e | Giacomo Nizzolo  | Italie    | Dimension Data              | + 0 s           |
| 6e | Jakub Mareczko   | Italie    | CCC Team                    | + 0 s           |
| 7e | Davide Cimolai   | Italie    | Israel Cycling Academy      | + 0 s           |
| 8e | Manuel Belletti  | Italie    | Androni Giocattoli-Sidermec | + 0 s           |
| 9e | Christian Knees  | Allemagne | Team Ineos                  | + 0 s           |
| 10e | Sacha Modolo     | Italie    | EF Education First          | + 0 s           |

### Points attribués
| # | Coureur          | Pays   | Équipe                     | Points |
| - | ---------------- | ------ | -------------------------- | ------ |
| 1 | Sho Hatsuyama    | Japon  | Nippo-Vini Fantini-Faizanè | 10     |
| 2 | Arnaud Démare    | France | Groupama-FDJ               | 6      |
| 3 | Jacopo Guarnieri | Italie | Groupama-FDJ               | 3      |
| 4 | Florian Sénéchal | France | Deceuninck-Quick Step      | 2      |
| 5 | Olivier Le Gac   | France | Groupama-FDJ               | 1      |

| # | Coureur             | Pays      | Équipe         | Points | Bonif |
| - | ------------------- | --------- | -------------- | ------ | ----- |
| 1 | Arnaud Démare       | France    | Groupama-FDJ   | 10     | 3 s   |
| 2 | Michael Schwarzmann | Allemagne | Bora-Hansgrohe | 6      | 2 s   |
| 3 | Miles Scotson       | Australie | Groupama-FDJ   | 3      | 1 s   |
| 4 | Grega Bole          | Slovénie  | Bahrain-Merida | 2      |       |
| 5 | Caleb Ewan          | Australie | Lotto-Soudal   | 1      |       |

- Sprint final d'Orbetello (km 220) :

| #  | Coureur            | Pays        | Équipe                      | Points | Bonif |
| -- | ------------------ | ----------- | --------------------------- | ------ | ----- |
| 1  | Fernando Gaviria   | Colombie    | UAE Emirates                | 50     | 10 s  |
| 2  | Arnaud Démare      | France      | Groupama-FDJ                | 35     | 6 s   |
| 3  | Pascal Ackermann   | Allemagne   | Bora-Hansgrohe              | 25     | 4 s   |
| 4  | Matteo Moschetti   | Italie      | Trek-Segafredo              | 18     |       |
| 5  | Giacomo Nizzolo    | Italie      | Dimension Data              | 14     |       |
| 6  | Jakub Mareczko     | Italie      | CCC Team                    | 12     |       |
| 7  | Davide Cimolai     | Italie      | Israel Cycling Academy      | 10     |       |
| 8  | Manuel Belletti    | Italie      | Androni Giocattoli-Sidermec | 8      |       |
| 9  | Christian Knees    | Allemagne   | Ineos                       | 7      |       |
| 10 | Sacha Modolo       | Italie      | EF Education First          | 6      |       |
| 11 | Simon Yates        | Royaume-Uni | Mitchelton-Scott            | 5      |       |
| 12 | Miguel Ángel López | Colombie    | Astana                      | 4      |       |
| 13 | Giovanni Lonardi   | Italie      | Nippo-Vini Fantini-Faizanè  | 3      |       |
| 14 | Vincenzo Nibali    | Italie      | Bahrain-Merida              | 2      |       |
| 15 | Caleb Ewan         | Australie   | Lotto-Soudal                | 1      |       |

### Cols et côtes
- Côte du Poggio L'Apparita, 4e catégorie (km 182,3) :

| # | Coureur        | Pays      | Équipe         | Points |
| - | -------------- | --------- | -------------- | ------ |
| 1 | Giulio Ciccone | Italie    | Trek-Segafredo | 3      |
| 2 | Koen Bouwman   | Pays-Bas  | Jumbo-Visma    | 1      |
| 3 | Paul Martens   | Allemagne | Jumbo-Visma    | 1      |

## Classements à l'issue de l'étape

### Classement général
| \| Classement général \| Classement général \| Classement général \| Classement général \| Classement général \| \| Coureur \| Coureur \| Pays \| Équipe \| Temps \| \| ------------------ \| ------------------ \| ------------------ \| ------------------ \| ------------------ \| \| 1er \| Primož Roglič \| Slovénie \| Team Jumbo-Visma \| 10 h 21 min 01 s \| \| 2e \| Simon Yates \| Royaume-Uni \| Mitchelton-Scott \| + 19 s \| \| 3e \| Vincenzo Nibali \| Italie \| Bahrain-Merida \| + 23 s \| \| 4e \| Miguel Ángel López \| Colombie \| Astana \| + 28 s \| \| 5e \| Tom Dumoulin \| Pays-Bas \| Team Sunweb \| + 28 s \| \| 6e \| Rafał Majka \| Pologne \| Bora-Hansgrohe \| + 33 s \| \| 7e \| Bauke Mollema \| Pays-Bas \| Trek-Segafredo \| + 39 s \| \| 8e \| Damiano Caruso \| Italie \| Bahrain-Merida \| + 40 s \| \| 9e \| Pello Bilbao \| Espagne \| Astana \| + 42 s \| \| 10e \| Víctor de la Parte \| Espagne \| CCC Team \| + 45 s \| |                    |             |                  |                  |
| |                    |             |                  |                  |
| Source : ProCyclingStats |                    |             |                  |                  |
| Classement général |                    |             |                  |                  |
| Coureur | Coureur            | Pays        | Équipe           | Temps            |
| 1er | Primož Roglič      | Slovénie    | Team Jumbo-Visma | 10 h 21 min 01 s |
| 2e | Simon Yates        | Royaume-Uni | Mitchelton-Scott | + 19 s           |
| 3e | Vincenzo Nibali    | Italie      | Bahrain-Merida   | + 23 s           |
| 4e | Miguel Ángel López | Colombie    | Astana           | + 28 s           |
| 5e | Tom Dumoulin       | Pays-Bas    | Team Sunweb      | + 28 s           |
| 6e | Rafał Majka        | Pologne     | Bora-Hansgrohe   | + 33 s           |
| 7e | Bauke Mollema      | Pays-Bas    | Trek-Segafredo   | + 39 s           |
| 8e | Damiano Caruso     | Italie      | Bahrain-Merida   | + 40 s           |
| 9e | Pello Bilbao       | Espagne     | Astana           | + 42 s           |
| 10e | Víctor de la Parte | Espagne     | CCC Team         | + 45 s           |

| Classement par points | Classement par points | Classement par points | Classement par points  | Classement par points |
| Coureur               | Coureur               | Pays                  | Équipe                 | Points                |
| --------------------- | --------------------- | --------------------- | ---------------------- | --------------------- |
| 1er                   | Fernando Gaviria      | Colombie              | UAE Team Emirates      | 58 pts                |
| 2e                    | Pascal Ackermann      | Allemagne             | Bora-Hansgrohe         | 50 pts                |
| 3e                    | Arnaud Démare         | France                | Groupama-FDJ           | 49 pts                |
| 4e                    | Elia Viviani          | Italie                | Deceuninck-Quick Step  | 18 pts                |
| 5e                    | Matteo Moschetti      | Italie                | Trek-Segafredo         | 18 pts                |
| 6e                    | Simon Yates           | Royaume-Uni           | Mitchelton-Scott       | 17 pts                |
| 7e                    | Primož Roglič         | Slovénie              | Team Jumbo-Visma       | 15 pts                |
| 8e                    | Davide Cimolai        | Italie                | Israel Cycling Academy | 15 pts                |
| 9e                    | Giacomo Nizzolo       | Italie                | Dimension Data         | 14 pts                |
| 10e                   | Miguel Ángel López    | Colombie              | Astana                 | 13 pts                |

| Classement par points | Classement par points | Classement par points | Classement par points  | Classement par points |
| Coureur               | Coureur               | Pays                  | Équipe                 | Points                |
| --------------------- | --------------------- | --------------------- | ---------------------- | --------------------- |
| 1er                   | Fernando Gaviria      | Colombie              | UAE Team Emirates      | 58 pts                |
| 2e                    | Pascal Ackermann      | Allemagne             | Bora-Hansgrohe         | 50 pts                |
| 3e                    | Arnaud Démare         | France                | Groupama-FDJ           | 49 pts                |
| 4e                    | Elia Viviani          | Italie                | Deceuninck-Quick Step  | 18 pts                |
| 5e                    | Matteo Moschetti      | Italie                | Trek-Segafredo         | 18 pts                |
| 6e                    | Simon Yates           | Royaume-Uni           | Mitchelton-Scott       | 17 pts                |
| 7e                    | Primož Roglič         | Slovénie              | Team Jumbo-Visma       | 15 pts                |
| 8e                    | Davide Cimolai        | Italie                | Israel Cycling Academy | 15 pts                |
| 9e                    | Giacomo Nizzolo       | Italie                | Dimension Data         | 14 pts                |
| 10e                   | Miguel Ángel López    | Colombie              | Astana                 | 13 pts                |

| Classement de la montagne | Classement de la montagne | Classement de la montagne | Classement de la montagne   | Classement de la montagne |
| Coureur                   | Coureur                   | Pays                      | Équipe                      | Points                    |
| ------------------------- | ------------------------- | ------------------------- | --------------------------- | ------------------------- |
| 1er                       | Giulio Ciccone            | Italie                    | Trek-Segafredo              | 24 pts                    |
| 2e                        | François Bidard           | France                    | AG2R La Mondiale            | 6 pts                     |
| 3e                        | Primož Roglič             | Slovénie                  | Team Jumbo-Visma            | 4 pts                     |
| 4e                        | Łukasz Owsian             | Pologne                   | CCC Team                    | 3 pts                     |
| 5e                        | Simon Yates               | Royaume-Uni               | Mitchelton-Scott            | 2 pts                     |
| 6e                        | Koen Bouwman              | Pays-Bas                  | Team Jumbo-Visma            | 2 pts                     |
| 7e                        | Rafał Majka               | Pologne                   | Bora-Hansgrohe              | 1 pt                      |
| 8e                        | Paul Martens              | Allemagne                 | Team Jumbo-Visma            | 1 pt                      |
| 9e                        | Marco Frapporti           | Italie                    | Androni Giocattoli-Sidermec | 1 pt                      |

| Classement de la montagne | Classement de la montagne | Classement de la montagne | Classement de la montagne   | Classement de la montagne |
| Coureur                   | Coureur                   | Pays                      | Équipe                      | Points                    |
| ------------------------- | ------------------------- | ------------------------- | --------------------------- | ------------------------- |
| 1er                       | Giulio Ciccone            | Italie                    | Trek-Segafredo              | 24 pts                    |
| 2e                        | François Bidard           | France                    | AG2R La Mondiale            | 6 pts                     |
| 3e                        | Primož Roglič             | Slovénie                  | Team Jumbo-Visma            | 4 pts                     |
| 4e                        | Łukasz Owsian             | Pologne                   | CCC Team                    | 3 pts                     |
| 5e                        | Simon Yates               | Royaume-Uni               | Mitchelton-Scott            | 2 pts                     |
| 6e                        | Koen Bouwman              | Pays-Bas                  | Team Jumbo-Visma            | 2 pts                     |
| 7e                        | Rafał Majka               | Pologne                   | Bora-Hansgrohe              | 1 pt                      |
| 8e                        | Paul Martens              | Allemagne                 | Team Jumbo-Visma            | 1 pt                      |
| 9e                        | Marco Frapporti           | Italie                    | Androni Giocattoli-Sidermec | 1 pt                      |

| Classement du meilleur jeune | Classement du meilleur jeune | Classement du meilleur jeune | Classement du meilleur jeune | Classement du meilleur jeune |
| Coureur                      | Coureur                      | Pays                         | Équipe                       | Temps                        |
| ---------------------------- | ---------------------------- | ---------------------------- | ---------------------------- | ---------------------------- |
| 1er                          | Miguel Ángel López           | Colombie                     | Astana                       | 10 h 21 min 29 s             |
| 2e                           | Hugh Carthy                  | Royaume-Uni                  | EF Education First           | + 19 s                       |
| 3e                           | Pavel Sivakov                | Russie                       | Team Ineos                   | + 33 s                       |
| 4e                           | Ben O'Connor                 | Australie                    | Dimension Data               | + 44 s                       |
| 5e                           | Robert Power                 | Australie                    | Team Sunweb                  | + 45 s                       |
| 6e                           | Fernando Gaviria             | Colombie                     | UAE Team Emirates            | + 1 min 14 s                 |
| 7e                           | Nans Peters                  | France                       | AG2R La Mondiale             | + 1 min 17 s                 |
| 8e                           | Pascal Ackermann             | Allemagne                    | Bora-Hansgrohe               | + 1 min 19 s                 |
| 9e                           | Sam Oomen                    | Pays-Bas                     | Team Sunweb                  | + 1 min 19 s                 |
| 10e                          | Valentin Madouas             | France                       | Groupama-FDJ                 | + 1 min 24 s                 |

| Classement du meilleur jeune | Classement du meilleur jeune | Classement du meilleur jeune | Classement du meilleur jeune | Classement du meilleur jeune |
| Coureur                      | Coureur                      | Pays                         | Équipe                       | Temps                        |
| ---------------------------- | ---------------------------- | ---------------------------- | ---------------------------- | ---------------------------- |
| 1er                          | Miguel Ángel López           | Colombie                     | Astana                       | 10 h 21 min 29 s             |
| 2e                           | Hugh Carthy                  | Royaume-Uni                  | EF Education First           | + 19 s                       |
| 3e                           | Pavel Sivakov                | Russie                       | Team Ineos                   | + 33 s                       |
| 4e                           | Ben O'Connor                 | Australie                    | Dimension Data               | + 44 s                       |
| 5e                           | Robert Power                 | Australie                    | Team Sunweb                  | + 45 s                       |
| 6e                           | Fernando Gaviria             | Colombie                     | UAE Team Emirates            | + 1 min 14 s                 |
| 7e                           | Nans Peters                  | France                       | AG2R La Mondiale             | + 1 min 17 s                 |
| 8e                           | Pascal Ackermann             | Allemagne                    | Bora-Hansgrohe               | + 1 min 19 s                 |
| 9e                           | Sam Oomen                    | Pays-Bas                     | Team Sunweb                  | + 1 min 19 s                 |
| 10e                          | Valentin Madouas             | France                       | Groupama-FDJ                 | + 1 min 24 s                 |

| Classement par équipes | Classement par équipes | Classement par équipes | Classement par équipes |
| Équipe                 | Équipe                 | Pays                   | Temps                  |
| ---------------------- | ---------------------- | ---------------------- | ---------------------- |
| 1re                    | Team Jumbo-Visma       | Pays-Bas               | 31 h 04 min 44 s       |
| 2e                     | Bahrain-Merida         | Bahreïn                | + 15 s                 |
| 3e                     | Astana                 | Kazakhstan             | + 28 s                 |
| 4e                     | Mitchelton-Scott       | Australie              | + 36 s                 |
| 5e                     | Bora-hansgrohe         | Allemagne              | + 41 s                 |
| 6e                     | Team Sunweb            | Allemagne              | + 54 s                 |
| 7e                     | Deceuninck-Quick Step  | Belgique               | + 1 min 01 s           |
| 8e                     | EF Education First     | États-Unis             | + 1 min 06 s           |
| 9e                     | UAE Team Emirates      | Émirats arabes unis    | + 1 min 16 s           |
| 10e                    | Movistar Team          | Espagne                | + 1 min 40 s           |

| Classement par équipes | Classement par équipes | Classement par équipes | Classement par équipes |
| Équipe                 | Équipe                 | Pays                   | Temps                  |
| ---------------------- | ---------------------- | ---------------------- | ---------------------- |
| 1re                    | Team Jumbo-Visma       | Pays-Bas               | 31 h 04 min 44 s       |
| 2e                     | Bahrain-Merida         | Bahreïn                | + 15 s                 |
| 3e                     | Astana                 | Kazakhstan             | + 28 s                 |
| 4e                     | Mitchelton-Scott       | Australie              | + 36 s                 |
| 5e                     | Bora-hansgrohe         | Allemagne              | + 41 s                 |
| 6e                     | Team Sunweb            | Allemagne              | + 54 s                 |
| 7e                     | Deceuninck-Quick Step  | Belgique               | + 1 min 01 s           |
| 8e                     | EF Education First     | États-Unis             | + 1 min 06 s           |
| 9e                     | UAE Team Emirates      | Émirats arabes unis    | + 1 min 16 s           |
| 10e                    | Movistar Team          | Espagne                | + 1 min 40 s           |

## Abandons
- Aucun